# Nannoniscus caspius
Nannoniscus caspius là một loài chân đều trong họ Nannoniscidae. Loài này được G. O. Sars miêu tả khoa học năm 1897.